# 索塞拉
索塞拉是葡萄牙波尔图区的一个堂区。总面积7.08平方公里，总人口1854人，人口密度261.9人/平方公里。